# Kamienice przy ul. Szerokiej 2 i 4 w Toruniu
Kamienice przy ul. Szerokiej 2 i 4 – dwie kamienice w zespole staromiejskim Torunia, przy ulicy Szerokiej. Zostały wybudowane według projektu Ernsta Schwartza z 1874 r.
Kamienice znajdują się w bloku zabudowy ograniczonym ulicami Szeroką, Podmurną, Most Paulińki i Strumykową, w jego południowej części. Zajmują większość powierzchni działek, niezabudowane pozostały jedynie niewielkie podwórza w północnej części. Fasada kamienic jest ośmioosiowa, z wykuszami w skrajnych osiach, pokryta delikatnym boniowaniem. Parter od pierwszego piętra oddziela gzyms cokołowy, drugie piętro od trzeciego jest oddzielone gzymsem z motywem meandra, a całość zwieńczona jest wydatnym gzymsem wieńczącym wspartym na kroksztynach. Dekoracja architektoniczna skupia się na wykuszach, których naroża zaakcentowane są pilastrami o głowicach korynckich.